# Los Paltos (Montero)
Los Paltos es una localidad peruana ubicada en el distrito de Montero, perteneciente a la provincia de Ayabaca del departamento de Piura, al norte del Perú. 

## Ubicación
Los Paltos se ubica al norte de la provincia de Ayabaca, en el distrito de Montero, en el departamento de Piura.

## Demografía
En 2017 Los Paltos tenía una población de 40 habitantes.